# Karel Přibyl
Karel Přibyl (18. září 1899 – 1968) byl československý atlet-běžec.
Byl členem oddílu Slavia Praha. Reprezentoval Československo na LOH 1920 v Antverpách a na LOH 1924 v Paříži. Na obou soutěžil v bězích na 400 a 800 m, ale nepostoupil z rozběhů.